# Leptodius waialuanus
Leptodius waialuanus är en kräftdjursart som beskrevs av M. J. Rathbun 1906. Leptodius waialuanus ingår i släktet Leptodius och familjen Xanthidae. Inga underarter finns listade i Catalogue of Life.